# Retable Tezi
Le Retable Tezi  (en italien : Pala Tezi) est une peinture religieuse du Pérugin, un retable (182 × 158 cm), datant de 1500 environ, conservé à la Galerie nationale de l'Ombrie à Pérouse.
L'œuvre était dotée à l'origine d'une prédelle, composée d'une tablette unique La Cène (18 × 121 cm) aujourd'hui conservée à la Gemäldegalerie de Berlin.

## Histoire
L'œuvre, sur commande de la famille Tezi  est un retable réalisé vers 1500 et destiné  à l'église Sant'Agostino de Pérouse (Ombrie).
Lors des saisies révolutionnaires françaises, en 1797, les différents éléments du retable étaient désolidarisés. La prédelle, aujourd'hui à Berlin, est emportée à Paris. La partie principale rejoint, quant à elle, la Galerie nationale de l'Ombrie à sa création, en 1861. 

## Thème
L'œuvre reprend la représentation récurrente dans l'iconographie chrétienne de la Vierge en gloire soit la Vierge Marie (ici accompagné de l'Enfant Jésus donc en Madone) représentée trônant dans les cieux entourée d'anges, des figures saintes l'accompagnant dans le registre terrestre (ici également dans le registre céleste).

## Description
Le retable représente la Vierge en gloire, selon le schéma classique, sur deux registres :
- le supérieur, céleste, avec la Vierge à l'Enfant ; à ses pieds trois têtes de chérubins ; à ses côtés sur les nuages se trouvent les saints agenouillés : Nicolas de Tolentino, représenté en habit de moine, portant le lys fleuri, le livre de la Règle, l'étoile et un crucifix,  regarde l'enfant,  et Bernardin de Sienne qui détourne son regard vers le spectateur en lui montrant le livre. La Vierge est représentée au centre assise, parée de ses traditionnelles couleurs rouge et bleu, et d'une cape verte tenant sur ses genoux l'Enfant. Son regard méditatif est dirigé vers le  spectateur, celui de l'Enfant bénissant est dirigé vers le sol. On aperçoit un des  pieds de la Vierge, nu, posé sur la tête du chérubin central ;
- l'inférieur, terrestre, avec les saints et leurs attributs, agenouillés :  Jérôme, avec le lion à ses côtés, sa coiffe rouge de cardinal au sol, regardant vers le haut l'Enfant dans une posture de vénération ;  Sébastien, portant un linge rouge, percé d'une seule flèche au-dessus du nombril, les mains jointes priant en regardant vers le haut, et affichant ses autres blessures au bras et au cou.

Au centre sur le bas se trouve l'ouverture d'un petit tabernacle qui devrait contenir le Saint-Sacrement.
En arrière-plan, un doux paysage de collines pointillées de frêles arbrisseaux avec une vallée, une ville fortifiée se fond au loin dans un ciel clair, rendant l'espace ample et profond (perspective atmosphérique).

## Analyse
L'œuvre est d'une grande finesse picturale. Elle comporte divers éléments du repertoire du maître déjà employés comme La Vierge et l'Enfant provenant d'un carton ayant servi aussi pour la composition de La Vierge de la consolation.
La façon d'appliquer les couleurs n'est pas typique du Pérugin, avec des ombres rendues avec des tons bruns et terreux qui renvoient plutôt au style de Luca Signorelli. 
Il s'agit probablement d'une œuvre  « d'atelier », dans laquelle le maître n'est intervenu qu'occasionnellement.

## Prédelle
La prédelle (qui complétait en bas le retable)  représente une seule scène : La Cène, conservée à Gemäldegalerie de Berlin.

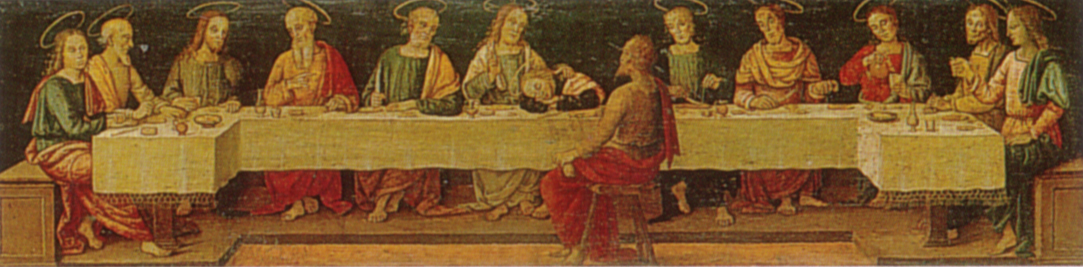
Prédelle du Retable Tezi